# Benjamin D. Santer
Benjamin David Santer (né le 3 juin 1955 à Washington, DC, États-Unis) est un climatologue américain travaillant au laboratoire national de Lawrence Livermore. Il était auparavant chercheur à l'Unité de recherche sur le climat de l'université d'East Anglia. Il a également travaillé à l'Institut Max-Planck de météorologie de 1987 à 1992. Il se spécialise principalement dans l'analyse statistique d'ensembles de données climatiques et dans la détection/attribution de forçages liés au changement climatique.
Depuis 2012, Benjamin David Santer est entré au conseil d'administration du National Center for Science Education.

## Distinctions
Benjamin David Santer obtient son doctorat en 1987.
En 1998, il a reçu une bourse de recherche attribuée via le prix MacArthur pour ses travaux de recherche démontrant que l’activité humaine contribue au réchauffement de la planète. Il reçoit ensuite le Prix Ernest-Orlando-Lawrence, une distinction scientifique décernée par le département américain de l’énergie puis le prix Norbert Gerbier / MUMM de l’Organisation météorologique mondiale. Il a classé douzième parmi les climatologues, dans une évaluation   des scientifiques les plus cités dans le domaine du réchauffement climatique en 2002.
En 2011, il a été élu membre de l'American Geophysical Union et membre de l'Académie nationale des sciences.

## 1995 AR2 Chapitre 8
Benjamin David Santer était l'auteur principal du chapitre 8 du rapport du groupe de travail I du GIEC en 1995 (AR2 WGI), qui traitait de la question du réchauffement de la planète.
Dans un éditorial du journal économique libéral The Wall Street Journal 12 juin 1996, Frederick Seitz se plaignait des éléments du chapitre 8 du rapport du GIEC de 1995, qui selon lui avait pour objectif de « tromper les décideurs et le public en leur faisant croire que des preuves scientifiques démontrent que les activités humaines provoquent le réchauffement climatique ». Des accusations similaires ont été formulées par la Coalition mondiale pour le climat (GCC), un consortium d’intérêts industriels qui s'intéresse aux questions climatiques et à ses enjeux économiques. Le consortium a accusé Santer de « nettoyage scientifique ».
Benjamin David Santer et 40 autres scientifiques ont répondu au Wall Street Journal que toutes les règles de procédure du GIEC étaient respectées. Ils ont déclaré que les versions du chapitre 8 étaient prudentes dans leurs déclarations ; environ 20 % du chapitre 8 est consacré à la discussion sur les incertitudes dans les estimations de la variabilité naturelle du climat et de la part des activités humaines dans le réchauffement climatique.

## Papier standard doré
Le 25 février 2019, Santer et al. ont publié le document Célébration de l'anniversaire de trois événements clés dans la science du changement climatique dans Nature Climate Change, affirmant avoir atteint le "niveau standard" à 5 sigma en matière de preuve statistique de l'influence humaine sur le changement climatique mondial à l'aide de trois ensembles de données satellitaires.